# Геллер, Яков Владимирович
Яков Владимирович Геллер (род. 11 августа 1986, Москва) — российский шахматист, гроссмейстер (2011), ФИДЕ Сеньор тренер (2021), победитель и призёр международных шахматных турниров.
С 2009 года является тренером юношеской сборной России на официальных детских соревнованиях. Лауреат премии Правления Российской шахматной федерации в номинации «Лучший детский тренер России» (2010, 2019). Лауреат тренерской премии имени М. И. Дворецкого (2019). Лауреат тренерской премии FIDE имени Самуэля Решевского (2021). Среди его учеников — международные гроссмейстеры и международные мастера.

## Спортивные достижения
Является победителем и призёром международных шахматных турниров в России, Германии, Франции, Чехии, Италии и Греции.
Участник Премьер-лиги командного чемпионата России и клубного чемпионата Европы в составе тольяттинской «Лады» в 2004—2006 годах, команды «Жигули» (Самарская область) в 2012—2017 годах, команды «Московская область» (Московская область) в 2019 году.
Участник чемпионатов мира по быстрым шахматам и блицу в 2018—2019 годах.
| Год  | Город            | Турнир | +  | −  | = | Результат | Место |
| ---- | ---------------- | --- | -- | -- | - | --------- | ----- |
| 2002 | Санкт-Петербург  | Белые Ночи | 5  | 1  | 3 | 6,5 из 9  | 3-10  |
| 2003 | Капель-ла-Гранд  | Cappelle-la-Grande Open                                                                                              | 5  | 0  | 4 | 7 из 9    | 1-7   |
| 2005 | Sautron          | Открытый турнир Роде                                                                                                 | 5  | 0  | 4 | 7 из 9    | 1-3   |
| 2006 | Берлин           | Лихтенбергер летний турнир                                                                                           | 6  | 0  | 3 | 7,5 из 9  | 1-2   |
| 2006 | Салехард         | Полярный круг, открытый турнир                                                                                       | 5  | 0  | 4 | 7 из 9    | 1-5   |
| 2008 | Самара           | Чемпионат Самарской области                                                                                          | 5  | 0  | 4 | 7 из 9    | 1     |
| 2009 | Казань           | Этап Кубка России XXXI мемориал Р. Г. Нежметдинова Архивная копия от 28 сентября 2019 на Wayback Machine             | 4  | 0  | 5 | 6,5 из 9  | 3-5   |
| 2010 | Набережные Челны | Чемпионат Приволжского федерального округа                                                                           | 6  | 0  | 3 | 7,5 из 9  | 1     |
| 2011 | Измир            | 3rd Kahraman Olgac Memorial                                                                                          | 7  | 0  | 3 | 8,5 из 10 | 1     |
| 2011 | Самара           | Этап Кубка России «Мемориал Льва Полугаевского»                                                                      | 5  | 0  | 4 | 7 из 9    | 3     |
| 2011 | Санкт-Петербург  | M.Botvinnik Memorial 2011                                                                                            | 6  | 1  | 2 | 7 из 9    | 1-7   |
| 2012 | Воронеж          | Alekhin Memorial 2012 Master Open                                                                                    | 5  | 0  | 4 | 7 из 9    | 1-5   |
| 2013 | Тольятти         | Чемпионат Приволжского федерального округа Архивная копия от 28 сентября 2019 на Wayback Machine                     | 4  | 0  | 5 | 6,5 из 9  | 2     |
| 2013 | Тольятти         | Чемпионат Приволжского федерального округа по быстрым шахматам Архивная копия от 28 сентября 2019 на Wayback Machine | 5  | 1  | 3 | 6,5 из 9  | 3     |
| 2013 | Тольятти         | Чемпионат Самарской области по молниеносным шахматам                                                                 | 8  | 1  | 2 | 9 из 11   | 1     |
| 2016 | Кавала           | Кавала, открытый международный турнир                                                                                | 6  | 2  | 1 | 6,5 из 9  | 1-7   |
| 2016 | Москва           | Чемпионат Москвы по быстрым шахматам                                                                                 | 6  | 2  | 1 | 6,5 из 9  | 2     |
| 2017 | Градец-Кралове   | Открытый турнир в Градец-Кралове                                                                                     | 8  | 0  | 1 | 8,5 из 9  | 1     |
| 2018 | Империя          | XII Memorial M.Pia Ruggeri                                                                                           | 3  | 1  | 1 | 3,5 из 5  | 3     |
| 2018 | Одинцово         | Этап Кубка ЦФО | 8  | 1  | 0 | 8 из 9    | 1     |
| 2018 | Санкт-Петербург  | Чемпионат мира по быстрым шахматам и блицу                                                                           | 9  | 10 | 2 | 10 из 21  | 120   |
| 2019 | Серпухов         | Серпуховский рапид                                                                                                   | 7  | 1  | 1 | 7,5 из 9  | 3     |
| 2019 | Москва           | Чемпионат мира по быстрым шахматам и блицу                                                                           | 6  | 5  | 4 | 8 из 15   | 72    |
| 2020 | Одинцово         | Открытое первенство Одинцовского округа по блицу                                                                     | 12 | 1  | 2 | 13 из 15  | 1     |

## Тренерская деятельность
Шахматный тренер с 2007 года по настоящее время.
Тренер-преподаватель в МБУДО СДЮСШОР № 4 «Шахматы» г. Тольятти с мая 2007 года по сентябрь 2015 года.
Тренер тольяттинской школы гроссмейстеров (затем всероссийского гроссмейстерского центра) под руководством Юрия Яковича.
Тренер юношеской сборной России:
- Всемирная шахматная олимпиада до 16 лет Архивная копия от 11 января 2020 на Wayback Machine (Турция, 2009 год) — 1 место
- 4-й Международный Кубок Владимира Дворковича Архивная копия от 11 января 2020 на Wayback Machine (Россия, 2009 год) — 2 место
- 5-й Международный Кубок Владимира Дворковича Архивная копия от 11 января 2020 на Wayback Machine (Россия, 2010 год) — 2 место

В 2010 году отмечен первой премией Правления Российской шахматной федерации в номинации «Лучший детский тренер России».
Тренер команды СДЮСШОР № 4 «Шахматы» (г. Тольятти):
- Командное первенство России среди юношей и девушек до 18 лет Архивная копия от 11 января 2020 на Wayback Machine (Рыбинск, 2011 год) — 1 место
- Командное первенство России по быстрым шахматам среди юношей и девушек до 18 лет Архивная копия от 11 января 2020 на Wayback Machine (Рыбинск, 2012 год) — 3 место

Тренер команды НИУ «Высшая школа экономики»:
- Финальный этап V Всероссийской летней Универсиады Архивная копия от 11 января 2020 на Wayback Machine (Белгород, 2016 год) — 2 место.

В 2019 году стал лауреатом тренерской премии имени М. И. Дворецкого.
В 2019 году отмечен первой премией федерации шахмат России в номинации «Лучший детский тренер».
В 2021 году стал лауреатом тренерской премии FIDE имени Самуэля Решевского за лучшее достижение юных вундеркиндов (до 14 лет).
Среди его учеников — международные гроссмейстеры Иван Букавшин, Александр Предке и Динара Дорджиева, международные мастера Дарсен Санжаев, Алексей Мокшанов, Семен Елистратов, Рудик Макарян.
Имеет два высших образования по специальностям менеджмент и физическая культура.

## Изменения рейтинга
| Графики недоступны из-за технических проблем. См. информацию на Фабрикаторе и на mediawiki.org. |

## Книги
- Гроссмейстер Иван Букавшин, 2019, Издательство: Библиотека Федерации шахмат России, 240 с., ISBN 978-5-907077-15-7
- Grandmaster Ivan Bukavshin: A Chess Prodigy’s Career in 64 Games, 2020, Publisher: Limited Liability Company Elk and Ruby Publishing House, 215 p., ISBN 5-604-17706-7, ISBN 978-5-604-17706-8
- Учебник шахматной тактики. Форсированный мат, 2021, Издательство: Библиотека Федерации шахмат России, 352 с., ISBN 978-5-907077-37-9
- 1500 Forced Mates, 2021, Publisher: Limited Liability Company Elk and Ruby Publishing House, 361 p., ISBN 5-604-56074-X, ISBN 978-5-604-56074-7